# Siedem Mnichów

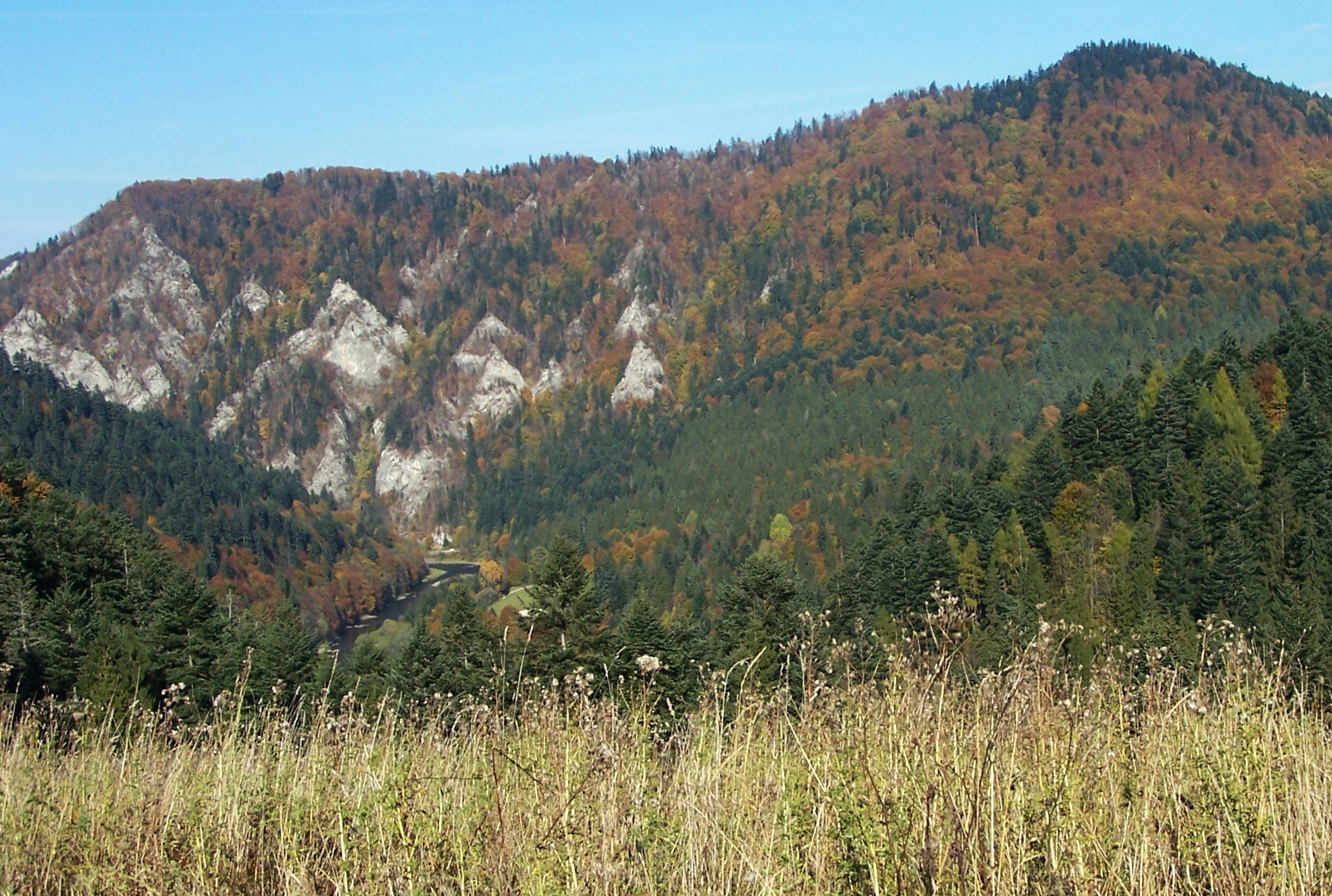
Siedem Mnichów i Golica

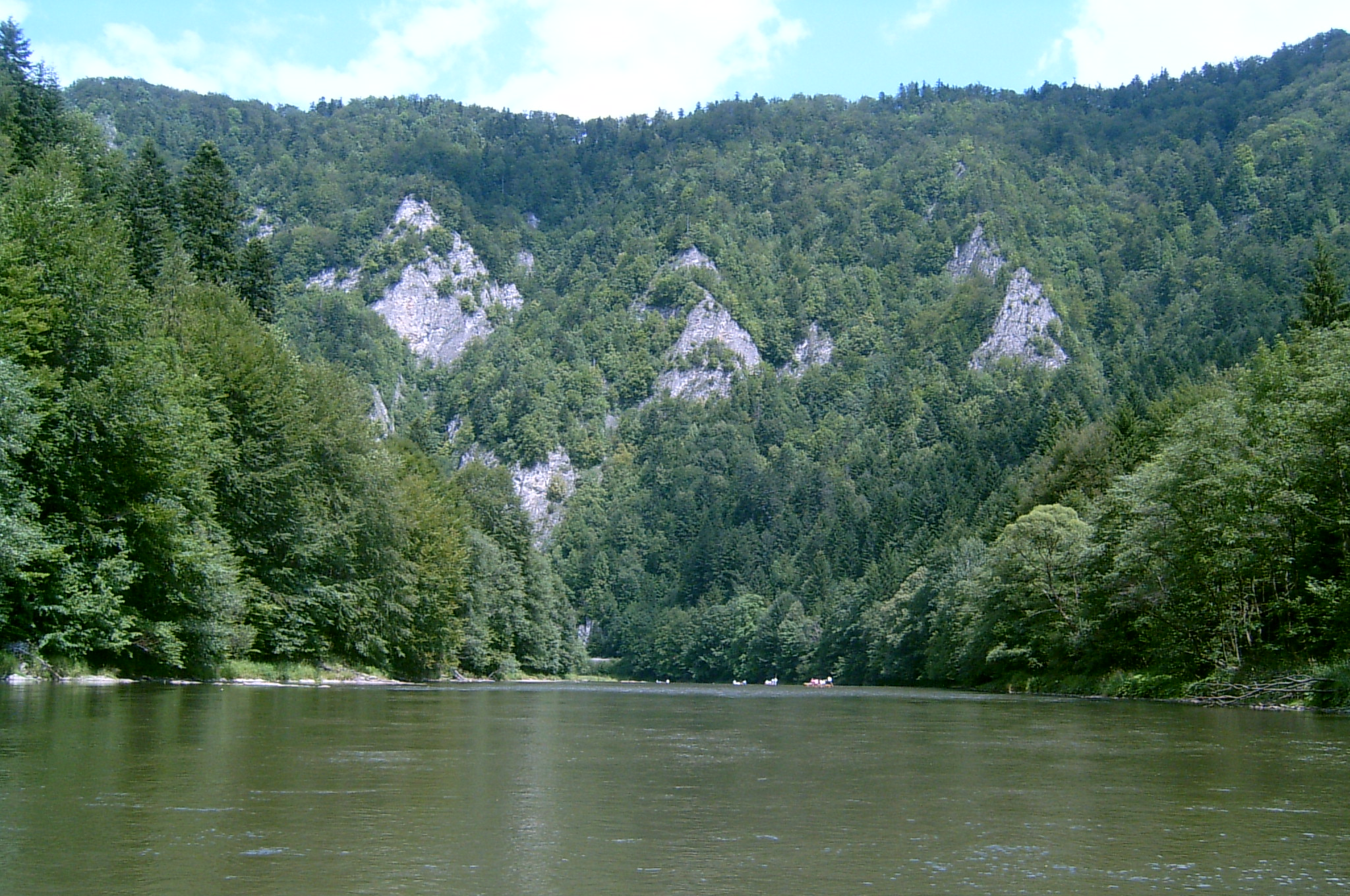
Siedem Mnichów

Siedem Mnichów (słow. Sedem mníchov) – grupa turni skalnych położonych na południowo-zachodnich zboczach Golicy, od strony Pienińskiego Przełomu Dunajca. Należą do słowackiej części Pienin zwanej Grupą Golicy, na obszarze PIENAP-u (słow. Pieninský národný park). Poszczególne ściany skalne dochodzą do 80 m wysokości.
Według ludowych podań, skały przedstawiają zamienionych w kamień występnych zakonników z Czerwonego Klasztoru, którzy wybierali się do mniszki mieszkającej po drugiej stronie rzeki w Facimiechu. Porastają je dobrze rozwinięte zespoły sucholubnej i ciepłolubnej roślinności.
Podnóżami Siedmiu Mnichów prowadzi szlak pieszy i ścieżka rowerowa ze Szczawnicy do Czerwonego Klasztoru (tzw. Droga Pienińska). Pieszo 2 godz.